# Asperger-szindróma
Az Asperger-szindróma (ejtsd: [aszperger], angolul: Asperger syndrome, gyakori rövidítése: AS) a neurobiológiai állapotnak számító pervazív fejlődési zavarok egyik kategóriája, amelynek a BNO kódja: F84.5. (Ez a kód 2015-ben jogosultságot biztosított a megváltozott munkaképességű felnőttek számára járó adókedvezmények igénybevételére.) Az Asperger-szindrómára – az egyéb autizmusspektrumhoz tartozó állapotokkal ellentétben – jellemző a normális ütemű nyelvi fejlődés, és gyakran átlagos vagy annál magasabb egyéni intelligenciaszinttel párosul. Az Asperger-szindrómás nem mutat értelmi zavart, és nyelvi zavart sem, kisgyerekkorban nem volt fejlődési késése a nyelv elsajátításában, valamint elboldogul az alapvető társas interakciókban, azaz vannak mindennapi kommunikációs készségei. A DSM-IV szerint az átlagos, vagy annál magasabb intelligencia diagnosztikai kritérium. Következményeként a felismerése is nehezebb. Magas a latencia. Bizonyos becslések szerint az esetek 30-50%-át nem diagnosztizálják. Számos Asperger-szindrómás magától is képes felismerni azokat a dolgokat, amikben eltér a többi embertől, megtanulja leküzdeni hátrányait, és képes beilleszkedni a társadalomba akár anélkül is, hogy tudná magáról, hogy Asperger-szindrómás.
A rendellenességet dr. Hans Asperger osztrák pszichiáter és gyermekorvos írta le először 1944-ben; ő az autisztikus pszichopátia nevet adta neki. Róla nevezte el a szindrómát dr. Lorna Wing angol pszichiáter és pszichológus, aki egy 1981-es írásában használta először a kifejezést. Az Asperger-szindróma a Mentális rendellenességek diagnosztikai és statisztikai kézikönyve (Diagnostic and Statistical Manual of Mental Disorders) 4. kiadásába (DSM-IV) került be 1994-ben. A 2013-ban megjelent, jelenleg érvényes DSM-V megszüntette ezt a diagnózist, helyette bevezette az „autizmus spektrumzavar”-t (ASD), ami súlyosság szerint osztályoz, azonban a WHO által használt BNO-10-ben továbbra is szerepel.
Pontos okai és előfordulási gyakorisága ismeretlen, elsősorban a diagnosztizálási rendszerek változásai miatt.

## Diagnosztikai kritériumok
A Diagnostic and Statistical Manual of Mental Disorders (DSM-IV) 299.80-as szakasza alapján megadja a kritériumokat, amiknek alapján a szindróma diagnosztizálható.
Jellemző a szociális interakciók minőségbeli hiányossága ezek közül legalább két területen: a viselkedési minta, testbeszéd zavart, például kerüli a szemkontaktust, vagy helytelenül alkalmazza a társas interakciókat szabályozó gesztusokat; kapcsolatteremtő képessége korához képest fejletlen; nincsenek spontán vágyai arra, hogy másokkal együtt tevékenykedjen; nem akar társas, vagy érzelmi kapcsolatokban részt venni.
Viselkedési mintája korlátozott, behatárolt és ismétlődő, melyre érdeklődési és aktivitási formák esetében legalább az alábbi jellemzők közül valamelyik ráillik: belefeledkezik egy vagy több sztereotipikus és korlátozott érdeklődési területbe, amely nagy mértékben eltér a társadalmi normáktól; ragaszkodik speciális, semmi haszonnal nem járó rutinokhoz vagy rituálékhoz; folyamatosan foglalkozik egyes tárgyak vagy részeik vizsgálatával.
Mindezek különböző mértékű problémákat okoznak a társas kapcsolatokban, az iskolában vagy a munkában.
Ellenben nincs megkésett beszédfejlődés (például az érintett személy kétéves korban egyes szavakat már használ, majd kb. hároméves korban kommunikatív módon képes beszélni); megismerő tevékenysége korának megfelelő; semmi látható jele nincs a klinikai kognitív fejlődés késedelmének; a viselkedési minták életkornak megfelelően alakulnak, valamint semmilyen specifikusan látható jele nincs mélyreható fejlődési rendellenességnek vagy skizofréniának.

### Azonosság az Asperger-szindróma és a jól funkcionáló autizmus között
Az Asperger-szindróma (AS) és a jól funkcionáló autizmus (high-functioning autism, HFA) diagnosztikai kritériumai azonosak, egyetlen különbséggel: a jól funkcionáló autizmus egyik felismerési kitétele a megkésett beszéd, míg az aspergernél a rendes beszédfejlődés jellemző. Vita folyik arról, hogy a két megnevezést a közeljövőben egyesítsék-e, nagyfokú egyezés lévén. Mindkettőre igaz:
- Az ebben szenvedők nehezen fejezik ki érzelmeiket;
- Nehezen létesítenek kapcsolatot, nem szeretik a szemkontaktust, nehezen olvassák le az érzelmeket mások arcáról, ugyanez a nehézség a gesztusokat is illeti;
- Jellegzetesen rázzák a kezeiket;[15]
- Gépszerű, érzelemhiányos beszéd, ill. ennek ellenkezője, az éneklős-affektált ("sing-song")[16] – problémák a hanglejtéssel;
- A rutinhoz, megszokotthoz való kényszeres vagy görcsös ragaszkodás;
- Egy adott tárgy (gondolatkör, téma) iránt tanúsított megszállott érdeklődés, abban való elmélyedés, miáltal az illető az adott terület kiemelkedő ismerője, szaktekintélye lesz;
- Különböző dolgok iránt tanúsított érzékenység/ellenszenv, pár példa: hang, fény, szín, szag, ruhák, ételek.

### Különbség az Asperger-szindróma (AS) és a jól funkcionáló autizmus (HFA), valamint a klasszikus autizmus között
- 70-nél magasabb IQ (az AS-HFA csoportban), a klasszikus autistáknak ennél alacsonyabb; emiatt a klasszikus autistáknak komolyabb fejlődési elmaradásaik vannak az AS-HFA csoporthoz képest. Jelentősen diszfunkcionálisabbak. Az autizmus egy kontinuumon létezik, erre utal a tünetkör átfogó megnevezése (autizmus spektrumzavar, ASD), vagyis az egyedi felismerés szerepe fontos, lehetőleg erre szakosodott pszichiáter/pszichológus segítségével.

## Beszéd és nyelv
A nyelvelsajátítás és a nyelvhasználat gyakran eltér a megszokottól. Jellemző az elmondottak szó szerinti értelmezése, túlzó bőbeszédűség, a finom árnyalatok félreértése, és a mások számára érthetetlen metaforák használata. A beszéd formális, pedáns; a hanghordozás nem felel meg a helyzetnek. A hangmagasság, a hangerő, a hanglejtés és a ritmus egyaránt érintett lehet. A hangminőséggel is baj lehet.
Gyerekeknél gyakori az éneklő-affektáló hanghordozás (angolul: sing-song voice), valamint a másoktól hallott szavak visszhangszerű ismétlése (echolália).
A koherencia is sérülhet. Az Asperger-szindrómás egyén hosszan beszélhet egy számára érdekes témáról, figyelmen kívül hagyva a hallgató jelzéseit, és észre nem véve azt, hogy érdekli-e a hallgatót az, amiről beszél. Előfordulhat, hogy nem tudja visszatartani a gondolatait. Gyakran nem is lehet megérteni a beszéd logikáját, következtetéseket levonni, megérteni, hogy miről van szó, vagy más témára terelni a beszélgetést.
Az Asperger-szindrómás gyerekek már korán nagy szókinccsel rendelkezhetnek („kis professzorok”), de hajlamosak a nyelvet szó szerint értelmezni. 
Nehézségük támad a humor, irónia és csipkelődés értelmezésével. Bár az Asperger-szindrómás egyének értik a humor kognitív alapjait, de nem érzik, hogy ennek célja a szórakoztatás. Egyes egyéni beszámolók és szülői közlések szerint viszont némely autisták sikerrel sajátítják el a humorérzéket.

## Szűkkörű érdeklődés és repetitivitás
Az Asperger-szindrómás emberek érdeklődése gyakran beszűkült és repetitív. Ez a neurotipikus emberekhez képest túlzottan szűk körű és intenzitású lehet. Ezek merev, repetitív és sztereotip rutinokká állhatnak össze, vagy egyes tárgyak adott részeivel foglalkozhatnak.
Az Asperger-szindróma egyik fő vonása a szűk körre korlátozott érdeklődés. Az Asperger-szindrómások egy csoportja akár több kötetnyi információt gyűjthet össze az olyan viszonylag szűk témákban, mint például a dinoszauruszok vagy a mélyhűtők, anélkül, hogy bármit is tudnának arról a tágabb, komplexebb témakörről, amibe beletartoznak. Egy gyerek például érdeklődhet a fényképezőgép-típusok számozása iránt, anélkül, hogy bármi fogalma lenne a fényképezőgép-típusokról. Bár ezek a témák változhatnak, rendszerint egyre inkább szűkülnek, és egyre szokatlanabbak lehetnek. Gyakran annyira uralják a gyerekek interakcióit, hogy az egész család belemerül. Mivel a gyerekek egyébként is gyakran érdeklődnek szűk témák iránt, ez a tünet nehezen ismerhető fel.
A sztereotip és repetitív mozgások az Asperger-szindróma diagnózisának központi részét alkotják.
Ezek éppúgy magukba foglalják a kézrepdesést, rázogatást, csavargatást, mint a teljes testre kiterjedő bonyolult mozgásokat. Ezek rendszerint hosszabban ismétlődnek, akaratlagosabbnak és rituálisabbnak tűnnek, mint a tikkek, amik gyorsabbak, kevésbé ritmikusak, és kevésbé szimmetrikusak.

## Interakció
Az érzelmi intelligencia és azon belül gyakran az empátia az Asperger-szindróma leginkább alulfejlett területe lehet. Az Asperger-szindrómások még a kapcsolatteremtés alapjaival sincsenek tisztában. Ide tartozik az érzelmi és szociális kölcsönösség hiánya, a barátkozás nehézsége, vagy a metakommunikáció sérülése (szemkontaktus, arckifejezés, gesztusok).
A súlyosabban autista egyénektől eltérően az Asperger-szindrómások nem vonulnak vissza az emberi kapcsolatoktól. Például hosszas beszédbe kezdenek egy általuk kedvelt témáról, és figyelmen kívül hagyják hallgatóik jelzéseit, hogy érdekli-e őket a téma, vagy távozni akarnak. Ez a viselkedés aktív, de furcsa. Ez úgy hat, mintha az Asperger-szindrómás egyén nem lenne tekintettel másokra, figyelmen kívül hagyná mások érzéseit, így érzéketlennek tűnhet.
A tesztek szerint az Asperger-szindrómás gyerekek elméletben értik mások érzelmi reakcióit és a szociális normákat, az életben azonban nehézségeik akadnak az alkalmazásukkal. Az Asperger-szindrómás emberek megfigyelik, analizálják és merev szabályokba foglalják ezeket a konvencionális normákat, és közvetlenül alkalmazzák őket, ezáltal merevnek vagy szociálisan naivnak tűnhetnek a környezetük számára. A sikertelen kapcsolatteremtési kísérletek miatt eltompulhat a gyermekkori igény a szocializációra.
Az adatok nem támasztják alá azt a hipotézist, hogy az Asperger-szindrómások predesztináltak lennének az erőszakos cselekedetekre vagy a bűncselekményekre a beleérző-képesség hiánya és az agresszivitás miatt.
Más adatok azt sugallják, hogy az Asperger-szindrómás gyerekek inkább áldozatok, mint elkövetők.

## Járulékos jelenségek
Az Asperger-szindrómás egyéneknek a diagnózishoz szorosabban nem kapcsolódó tüneteik és vonásaik lehetnek, amik mélyen érintik az adott személyt vagy a családját. Ezek egyaránt hatnak az érzékelésre, a mozgásra, az érzelmekre és az alvásra.
Gyakori a megszokottnál érzékenyebb látás és hallás.
A minták kis mértékű változásait is észreveszik, legyen szó akár tárgyak elrendezésének vagy egy jól ismert képnek a részleteiről. Ez rendszerint tartományfüggő. Azonban rosszabbul teljesítenek egyes hallást vagy térbeli látást igénylő észlelési feladatokban, mint a jól funkcionáló autisták, és látási memóriában is alulmaradnak velük szemben.
Szokatlanul érzékenyek vagy érzéketlenek lehetnek a különböző érzéki ingerekre, és szinesztéziásak is lehetnek.
Mindezek másoknál is előfordulhatnak, és nem feltétlenül utalnak Asperger-szindrómára.
Hans Asperger leírása és más diagnosztikai sémák
is megemlékeznek némi ügyetlenségről. Az Asperger-szindrómás gyerekek fejlődése késhet a mozgási ügyességet igénylő területeken, mint amilyen a kerékpározás, vagy egy üveg kinyitása. Gondjaik lehetnek a mozgáskoordinációval, a látás és a mozgás összehangolásával. Problémák lehetnek a propriocepcióval (a testhelyzet észlelésével), az egyensúlyozással, a hüvelykujj és a többi ujj szembeállításával. Nem nyilvánvaló, hogy ezek a rendellenességek meghatározóak-e az Asperger-szindróma és a többi jól funkcionáló autizmus szempontjából.
Az Asperger-szindrómás gyerekek gyakran alvászavarosak. Nehezen alszanak el, túl sokszor ébrednek fel éjszaka, vagy túl korán kelnek.
Gyakran nem tudják a saját érzelmeiket meghatározni és leírni, de nem lehet tudni, hogy ezeket az Asperger-szindróma okozza-e.
A nem-autista gyermekek szüleihez képest az Asperger-szindrómás gyermekek szülei több stresszt kénytelenek elviselni.

## Okai
Már Hans Asperger is leírt hasonló jellegzetességeket az általa vizsgált gyerekek családjában, különösen az apáknál. A kutatások megerősítették ezt a megfigyelést, és azt sugallják, hogy az Asperger-szindrómának genetikai okai vannak. Az elméletek szerint az autizmus kifejeződése több génen múlik. Bár még nem találtak ilyen gént, a kutatók ezzel magyarázzák a tünetek sokféleségét.
Genetikai okokra utal a családi halmozódás, és a hasonló, de enyhébb formában meglevő rendellenességek a családban, mint például kisebb nehézségek a társas interakciókban, az olvasásban, vagy a nyelvhasználatban.
A legtöbb kutatás arra utal, hogy a teljes autizmusspektrumon ugyanazok a genetikai tényezők, de ezek az Asperger-szindrómában nagyobb szerephez jutnak, mint az autizmusban. Az elméletek szerint egyes gének bizonyos alléljai megnövelik az egyén hajlamát az Asperger-szindrómára. Ha ez bekövetkezik, akkor az allélok pontos kombinációja határozza meg az egyes tünetek meglétét és súlyosságát.
Néhány eset teratogének (fejlődési rendellenességet okozó tényezők) hatására utalhat a terhesség első nyolc hetében. Bár ezek nem zárják ki a későbbi keletkezést, az autizmus nagyon hamar megjelenik a fejlődés során. A születést követően több környezeti tényezőt is feltételeztek, de ezeket nem sikerült tudományos igénnyel igazolni.

## Az érzékszervek működése
Az Asperger-szindrómások és a jól funkcionáló autisták legfőbb problémájuknak az érzékszervek működésének sajátosságait tekintik. Megfigyelhető, hogy a vakok hasonló, sztereotip mozgásokat végeznek. Kísérletekben igazolták, hogy az ingerszegény környezetbe helyezett patkányokon autisztikus viselkedés volt megfigyelhető. Mindezek arra utalnak, hogy a számtalan viselkedési furcsaságot az okozza, hogy az érzékelt ingerek feldolgozása sérül, így a kapott információk nem ugyanazok, mint amit mások látnak, hallanak, érzékelnek (egyensúly, testérzékelés). Kerülik a szemkontaktust (közvetlen látás), mert nagyon kellemetlen, stresszes érzés ez a számukra, néhányan úgy fogalmaztak, hogy a szemkontaktus „éget”. Donna Williams szerint az aspergeres központi látása olyannyira töredezett képet hoz létre, hogy inkább a periférikus látását használja.

## Kezelése
Az Asperger-szindróma kezelése arra irányul, hogy elmúljanak a stresszelő tünetek, és az érintett személy szociális és kommunikációs képességei a korának megfelelően fejlődjenek. Multidiszciplináris megközelítésben, testreszabottan végzik ezt a fejlesztést. Sikereik ellenére az egyes beavatkozások hatásossága és eredményessége korlátozott.
Az Asperger-szindróma ideális kezelése sikeresen egyezteti össze az egyes tünetekkel foglalkozó terápiákat. Míg a legtöbb szakember szerint a kezelést mielőbb el kell kezdeni, addig nincsenek mindenki számára egyformán legjobb kezelési módszerek. A kezelés hasonlít a jól funkcionáló autizmus kezelésére, de leginkább a kommunikációban érdekelt.
A tipikus program a következőket foglalja magába:
- a szociális képességek fejlesztése a hatékonyabb interakciók érdekében[42]
- kognitív viselkedésterápia a stresszkezelés javítására, aminek az is célja, hogy csökkentse a félelmeket és fegyelmezze a robbanásszerűen kitörő érzelmeket, és ezáltal mérsékelje a hajlamot a kényszeres és a repetitív rutinokra[43]
- az olyan kísérő betegségek gyógyszerelése, mint a depresszió[44]
- foglalkozások a szenzoros integráció és a mozgáskoordináció fejlesztésére
- szociális és kommunikációs fejlesztés, beszédterápia, a pragmatika fejlesztése a beszélgetés elkezdésére és befejezésére[45]
- támogatás és segítségnyújtás a szülőknek, különösen az otthon használt viselkedéstechnikák bevezetésében.

A legtöbb esettanulmány néhány tünet kezelésével foglalkozik nem több mint öt résztvevővel. A mellékhatásokat nem írják le.
A szociális képességek tréningjének hatásosságát nem igazolták megnyugtatóan.
Egy véletlenmintás statisztikai vizsgálat szerint, amit a problémás gyerekek szüleivel végeztek, az egynapos programok és a hatüléses tanácsadás csökkentette a problémák számát, míg az egy alkalommal végzett segítségnyújtás mérsékelte a problémákat.
Az Asperger-szindrómás idősebb gyerekek és a felnőttek számára nagy segítséget jelentett a szakmai kommunikációs képzés az állásinterjúkon és a munkahelyen alkalmazott etikettben.
Az Asperger-szindróma tünetei ellen nincs gyógyszer, azonban fontos, hogy diagnosztizálják és kezeljék a társult betegségeket. Az Asperger-szindrómások hiányosságai a viselkedésbeli változásokban és saját érzelmeik megfigyelésében ahhoz vezetnek, hogy nehezen látják be a gyógyszerezés szükségességét. A gyógyszerek hatásosak lehetnek a viselkedésterápiával és a környezethez való alkalmazkodás elősegítésével együtt például az agresszió, a depresszió és a figyelemzavar ellen.
Vigyázni kell a gyógyszerekkel: hatásukra nőtt a szívritmuszavarok és az anyagcserezavarok, például a cukorbetegség kockázata, nem beszélve a hosszabb idő alatt kialakuló idegrendszeri károsodásokról. A repetitivitás kezelésére használt gyógyszerek impulzívabbá, agresszívabbá tehetik az egyént, és alvászavarokhoz vezethetnek. A társult tünetek kezelésére használt gyógyszerek egyike gyakran okoz súlygyarapodást és fáradtságot, és megnöveli az olyan idegrendszeri tünetek esélyét, mint amilyen a nyugtalanság, vagy a disztónia, és megnöveli a szérum prolaktin szintjét.
Egy másik hasonló célú szer nyugtatóként is hat, és gyakran vált ki súlygyarapodást és cukorbetegséget. A nyugtató mellékhatás iskoláskorú gyerekeknél nem marad következmények nélkül az iskolai tanulásban.
Az Asperger-szindrómásoknak nehézségeik vannak saját érzelmeik meghatározásában, kifejezésében, és nehezen viselik azokat a mellékhatásokat, amelyek a legtöbb ember számára nem jelentenének problémát.

## Kilátások
Egyes adatok szerint az Asperger-szindrómások 20%-a kinövi ezt az állapotot.
2006-ig nem jelent meg olyan tanulmány, amiben hosszú távú megfigyelésekről írtak volna az Asperger-szindrómával kapcsolatban. Hiányoznak a gyerekekkel végzett hosszú távú vizsgálatok.  Az Asperger-szindrómások várható élettartama megegyezik a legtöbb emberével, bár azok a pszichiátriai betegségek ronthatják a kilátásokat, amik gyakoribbak náluk.
Habár társasági életre való alkalmatlanságuk megmarad, az Asperger-szindrómások jobban fejlődnek, mint a rosszabbul funkcionáló autisták; például jobban visszaszorulnak a tüneteik.
Legtöbbjük átlagos matematikai képességgel bír, és általános képességeikhez mérten csak egy kicsit teljesítenek rosszabbul a matematikai teszteken; néhányuk viszont kifejezetten tehetséges matematikából,
és az Asperger-szindróma nem akadályozott meg egyes felnőtteket abban, hogy Nobel-díjat kapjanak.
Az Asperger-szindrómás gyerekek különleges nevelést igényelnek viselkedési és társasági problémáik miatt, de tanulhatnak nem speciális iskolákban is. Az Asperger-szindrómás serdülőknek gondjaik lehetnek az önellátással, a társasági és a magánélet szervezésével és az ott adódó problémák megoldásával. Másságuk felfedezése akár traumát is okozhat. Jó értelmi képességei ellenére a legtöbb Asperger-szindrómás felnőtt korában is otthon marad, bár közülük egyesek megházasodnak és önállóan dolgoznak.
Nagy izgatottságot okozhat a rituálék és rutinok akár csak feltételezett megsértése, vagy a tisztázatlan helyzetek. A stressz különféle idegrendszeri tünetekben nyilvánulhat meg: kiválthat agressziót, figyelmetlenséget, hiperaktivitást, kényszeres viselkedést, vagy elvonási tüneteket. A társadalomba való beilleszkedés ismétlődő nehézségei állandó frusztrációhoz vezethetnek, és ez depressziót okozhat. A klinikai tapasztalatok szerint az Asperger-szindrómás személyek az átlagosnál gyakrabban követnek el öngyilkosságot, de ezt nem erősítették meg tudományos igénnyel.
Nagyon fontos a családok felkészítése az erősségek és a gyenge oldalak megismerésében, a stratégiák kialakításában és a fejlesztésben. A családnak nyújtott segítséggel megnőnek a gyerek fejlődési lehetőségei, és javulnak a kilátásai. Sok múlhat a minél korábbi diagnózison: felnőttkorban is lehet segíteni, de ez jóval kevésbé hatásos, mint gyermekkorban. Az Asperger-szindrómának jogi következményei is lehetnek, mivel lehet, hogy az érintett nem képes felmérni tetteinek következményeit a társadalomban.

## Előfordulása
A gyakoriságot illető becslések meglehetősen eltérőek. Egy 2003-as áttekintés szerint a tanulmányokban a gyakoriság 0,03 ezreléktől 4,84 ezrelékig terjedt, ahol is az autizmus és az Asperger-szindróma aránya 1,5:1 és 16:1 között volt. Az átlagos arány 5:1, amit összevetve az autizmusra kapott 1,3 ezrelékes becsléssel 0,26 ezrelék adódik az Asperger-szindrómára.
A különbségek részben az egységes kritériumrendszer hiányából erednek. Például egy viszonylag kicsi, 2007-es finn tanulmány szerint, ahol a mintát 5484 nyolcéves gyerek alkotta, ezerből 2,9 mutatta az ICD-10 szerinti tüneteket; 2,7 felelt meg a Gillberg–Gillberg-kritériumoknak; 2,5 felelt meg a DSM-IV előírásainak és 1,6 a Szatmári-féle diagnózisnak. Összesítve, a gyerekek 4,3 ezreléke volt Asperger-szindrómás a különböző kritériumok szerint. A fiúk között több az Asperger-szindrómás; a Gillberg–Gillberg-diagnózis szerint becsülve a nemek aránya 1,6:1 és 4:1 közötti.

## Története
Az Asperger-szindrómát Hans Asperger osztrák gyermekorvosról nevezték el. Ez a szindróma egy viszonylag új diagnózis az autizmus terén. A gyermek Asperger több jelét mutatta a később róla elnevezett szindrómának, mint a magányosság és a nyelvtehetség. A szemináriumokon készült fényképei szerint az ő arca volt a legkomolyabb, átható tekintettel.
Az Asperger-szindrómás személyek észlelését nem, vagy csak igen kevéssé befolyásolja
a kontextus, nem törekednek arra, hogy „egésszé” formálják a látott vagy
hallott ingereket. Miközben a részletekre fókuszálnak, a nyers valóságot észlelik
torzítás nélkül. Ez az ingerfeldolgozási mód bizonyos területeken – matematika,
informatika, művészetek vagy a zene – szintén a tehetség kibontakozásának serkentője
lehet. Az abszolút hallást lehet az egyik legjobb példának tekinteni: a
zenei savant-ok valamennyien abszolút hallással rendelkeznek, és ez a képesség
komoly előnyt jelent a zenei memória és előadói tevékenység terén. Az „átlagos”
kisgyermekek számára az abszolút hallás megszerzése könnyű életük első három-négy évében, mert ebben az életkorban zenehallgatáskor figyelmük az
egyes hangokra és nem a hangok közötti kapcsolatra (azaz a dallamra) koncentrálódik.
Így azt mondhatjuk, hogy a kisgyermekek szintén a részletekre fókuszáló
kognitív stílussal dolgozzák fel a zenét, az Asperger-szindrómásokhoz hasonlóan.
Harmatiné Olajos Tímea – Pataky Nóra – K. Nagy Emese: A kétszeresen kivételes tanulók tehetséggondozása
1944-ben Asperger négy gyerekről írt a praxisában, akiknek gondjaik voltak a beilleszkedéssel. Hiányoztak a metakommunikációs képességeik, nem tudtak együtt érezni társaikkal, és a testi feladatokban ügyetlenek voltak. Asperger ezt az állapotot autisztikus pszichopátiának nevezte, és fő tünetének az elszigetelődést tartotta. Az Asperger-szindróma mai értelmezésétől eltérően Asperger úgy találta, hogy az általa felfedezett tünetegyüttes bármely intelligenciaszint mellett előfordulhat, még az értelmi fogyatékosok között is.
A náci eugenika szellemében akkoriban minden devianciát és öröklődő fogyatékosságot ki akartak irtani. Asperger megvédte az autisztikus pszichopátiával diagnosztizált gyerekeket, mondván, hogy nekik is megvan a helyük a társadalomban, jól betöltik szerepüket, sőt, még jobban is, mint mások. Tőle ered a „kis professzorok" elnevezés is. Hitte, hogy ezek a gyerekek a későbbiekben nagy előrelépést tesznek, és eredeti gondolkodású felnőttekké válnak. Azokat azonban, akik nem fejlődtek eléggé a terápiák hatására, a halálba küldte. Aktívan együttműködött a gyermekeutanázia programmal. Emiatt egyes Asperger-szindrómások szeretnék lecserélni állapotuk elnevezését. Cikke a háborús Németországban jelent meg német nyelven, így máshol nem nagyon olvasták.
Az Asperger-szindróma elnevezést Lorna Wing terjesztette el az angol nyelvű orvostársadalomban egy 1981-es cikkével, amiben hasonló jellegzetességeket mutató gyerekek eseteit dolgozta fel. Uta Fridth 1991-ben angolra fordította Asperger cikkét.
A diagnosztikai kritériumokat Gillberg és Gillberg, valamint Szatmári és társai vázolták fel 1989-ben. A standard diagnózis 1992-ből származik, amikor megjelent a WHO diagnosztikai könyve, az International Classification of Diseases (ICD-10, 10: tizedik kiadás). 1994-ben az Asperger-szindróma bekerült az Amerikai Pszichiátriai Szövetség diagnosztikai referenciakönyvébe, a Diagnostic and Statistical Manual of Mental Disordersbe (DSM-IV, IV: negyedik kiadás).
Azóta könyvek, cikkek, és weboldalak százai foglalkoznak az Asperger-szindrómával, és az így diagnosztizáltak száma folyamatosan nő. Vitatott, hogy különbséget kell-e tenni az Asperger-szindróma és a jól funkcionáló autizmus között; ezt egy újabb tanulmánynak kell tisztáznia. Tudományos módszerekkel kellene ellenőrizni a két kritériumrendszert, mert mindkettő tapasztalati megerősítésre szorul.

## Aspergeres kultúra és mozgalom
Korábban az Asperger-szindrómások egymástól elszigetelten éltek, azonban az internet elterjedésével ez megváltozott. Egy külön szubkultúrát alakítottak ki maguknak az olyan találkozóhelyeken, mint például a Wrongplanet weboldal.
Az Asperger-szindrómás egyén rövidítésére használt aspie szót Liane Holliday Willey vezette be 1999-ben. A társadalmi normáknak megfelelően fejlődő, autizmus- és Asperger-szindrómamentes egyéneket azóta neurotipikusnak nevezik.
Ebben a kultúrában az autizmus spektrumot nem gyógyítandó betegségnek, vagy kiküszöbölendő fogyatékosságnak tekintik, hanem egy összetett humán jelenségnek, amit a maga teljességében kell tekinteni. Elvetik azt a nézetet, hogy létezik egy ideális agyberendezés; helyette elfogadást hirdetnek, és az úgynevezett neurodiverzitást tartják értéknek. Ez azt jelenti, hogy sokfélék vagyunk, sokféleképpen gondolkodunk, és ez a sokféleség fontos érték, amit szükséges megőrizni.
Ez a nézőpont alapot ad a kultúra hirdetésére, ünneplésére, és a küzdelemre az emberi jogokért.
Lassan csökkenő élességű a különbség azok között, akik betagolódtak ebbe a kultúrába, és nem akarják, hogy kiküszöböljék az autisztikus tulajdonságaikat és azok között, akik mindent megtesznek azért, hogy az autizmusra utaló személyiségjegyeiket elfedve vagy leküzdve (maszkolás) asszimilálódjanak a többségi társadalomba.
Akadnak akadémikusok, akik szintén emellett a nézőpont mellett érvelnek, mondván, hogy az autizmus spektrum nem betegség, és nem fogyatékosság.
Simon Baron-Cohen egy 2002-es cikkében írta: „A társasági életben a részletekre való pontos odafigyelés nem sokat segít. De a matematika, a számítógépek, a katalógusok, a mérnöki tudományok, a nyelvészet, a zene és a természettudományok világában ez inkább sikerhez vezet, mint sikertelenséghez." Két okot lát arra, hogy miért jó, ha fogyatékosságnak tekintik az autizmus spektrumot: elismerni, hogy az empátia nehézsége érzelmi zavarokhoz vezet, és hogy törvényileg elismert támogatást kapjanak.
Egyes elméletek szerint az autisztikus tulajdonságok hatottak az ember evolúciójára, és ezek a hatások a történelemben is kimutathatók.

### Média
- Gáspár Monika, Duna Televízió, 2007. október 22.: Sors-Váltó (esélyegyenlőségi magazin): Dokumentumfilm az Asperger-szindrómáról
- Asperger-szindróma az Open Directory Projectben. dmoz.org
- Naprakész információs portál autizmussal élő gyerekek szülei számára. Auti.hu. Auti.hu: AUTINEXUS (Hozzáférés: 2014. január 7.)
- Közösségi portál érintetteknek. asperger.hu (Hozzáférés: 2020. január 1.)
- Az Asperger-szindróma pozitívumai. www.youtube.com. youtube.com (Hozzáférés: 2016. december 31.)